# Sever a Jih
Sever a Jih (v anglickém originále North and South) je americká historická, válečná a romantická televizní minisérie režiséra Richarda T. Heffrona. Celkem patnáct dílů ve třech cyklech bylo odvysíláno v letech 1985, 1986 a 1994.

## Obsazení
| Patrick Swayze       | Orry Main                      |
| Lesley-Anne Down     | Madeline Fabray LaMotte        |
| David Carradine      | Justin LaMotte                 |
| James Read           | George Hazard                  |
| Wendy Kilbourne      | Constance Flynn Hazard         |
| Robert Mitchum       | Patrick Flynn, Constance otec  |
| Philip Casnoff       | důstojník Bent                 |
| Kirstie Alleyová     | Virgílie Hazard                |
| Mitch Ryan           | Tillet Main, Orryho otec       |
| Jean Simmons         | Clarissa Main, Orryho matka    |
| Genie Francis        | Brett Main Hazard              |
| Terri Garber         | Ashton Main Huntoon            |
| Lewis Smith          | Charles Main, Orryho bratranec |
| John Anderson        | William Hazard, George otec    |
| John Stockwell       | Billy Hazard, George bratr     |
| Jonathan Frakes      | Stanley Hazard, George bratr   |
| Inga Swenson         | Maude Hazard, George švagrová  |
| Georg Stanford Brown | Grady                          |
| Jim Metzler          | James Huntoon                  |
| Olivia Cole          | Maum Sally                     |

## Tvůrci
- Námět: John Jakes
- Režie: Richard T. Heffron
- Scénář: Paul F. Edwards, Patricia Green, Douglas Heyes, John Jakes, Kathleen A. Shelley
- Hudba: Bill Conti
- Producent: David L. Wolper

## Ocenění
- Zlatý glóbus
  - nominace na "Nejlepší herečka ve vedlejší roli" 1985 - Lesley-Anne Down
  - nominace na "Nejlepší herec ve vedlejší roli" 1985 - David Carradine